# Alexander Sundberg
Alexander Sundberg (født 19. januar 1981) er en dansk ishockeyspiller der blandt andet spillede for Rødovre Mighty Bulls i Superisligaen.
Alexander Sundberg er kendt som en teknisk stærk spiller, og han har deltaget ved VM for Danmark 4 gange. 
Han startede karrieren i IC Gentofte, men kom via Rungsted, videre til Malmö hvor han fik 9 kampe i den bedste svenske række, Elitserien. Sæsonen efter var han dog hjemme i Rungsted, hvor han her var med til at vinde det danske mesterskab i 2002. Han fik endnu et svensk eventyr da han spillede for Troja Ljungby i Allsvenskan, hvor han blev trænet af  Olaf Eller. Men også dette eventyr endte hurtigt, da han året efter var tilbage i Danmark i Odense. Her spillede han i 2 sæsoner inden han sommeren 2005 skiftede til Rødovre. I sæsonen 2006-07 havde han visse uoverensstemmelser med træner Karsten Arvidsen, hvilket blandt andet resulterede i en kortvarig degradering til andetholdet, sammen med holdkammeraterne Simon Nielsen og Kasper Pedersen. Efter Arvidsens afgang kort før afslutningen på grundspillet var vejen dog banet for Sundbergs forbliven i Rødovre og han forlængede sin kontrakt med endnu et år.
Alexander Sundberg var med til at vinde B-VM for Danmark.
Sundberg spillede i alt fire sæsoner i Rødovre, før han efter en turbulent sommer i klubben, der var i fare for ikke at deltage i Superisligaen den følgende sæson, valgte at skifte til lokalrivalerne fra Hvidovre Ligahockey. Han blev udnævnt til kaptajn for holdet i sin første sæson, og deltog i slutningen af sæsonen også ved VM i ishockey 2010. Sundbergs følgende sæson, der også blev spillet i Hvidovre, var særdeles skadespræget, og han valgte da også efter sæsonen at afslutte sin hockeykarriere for i stedet at arbejde som arkitekt.